# Knopfhäusle

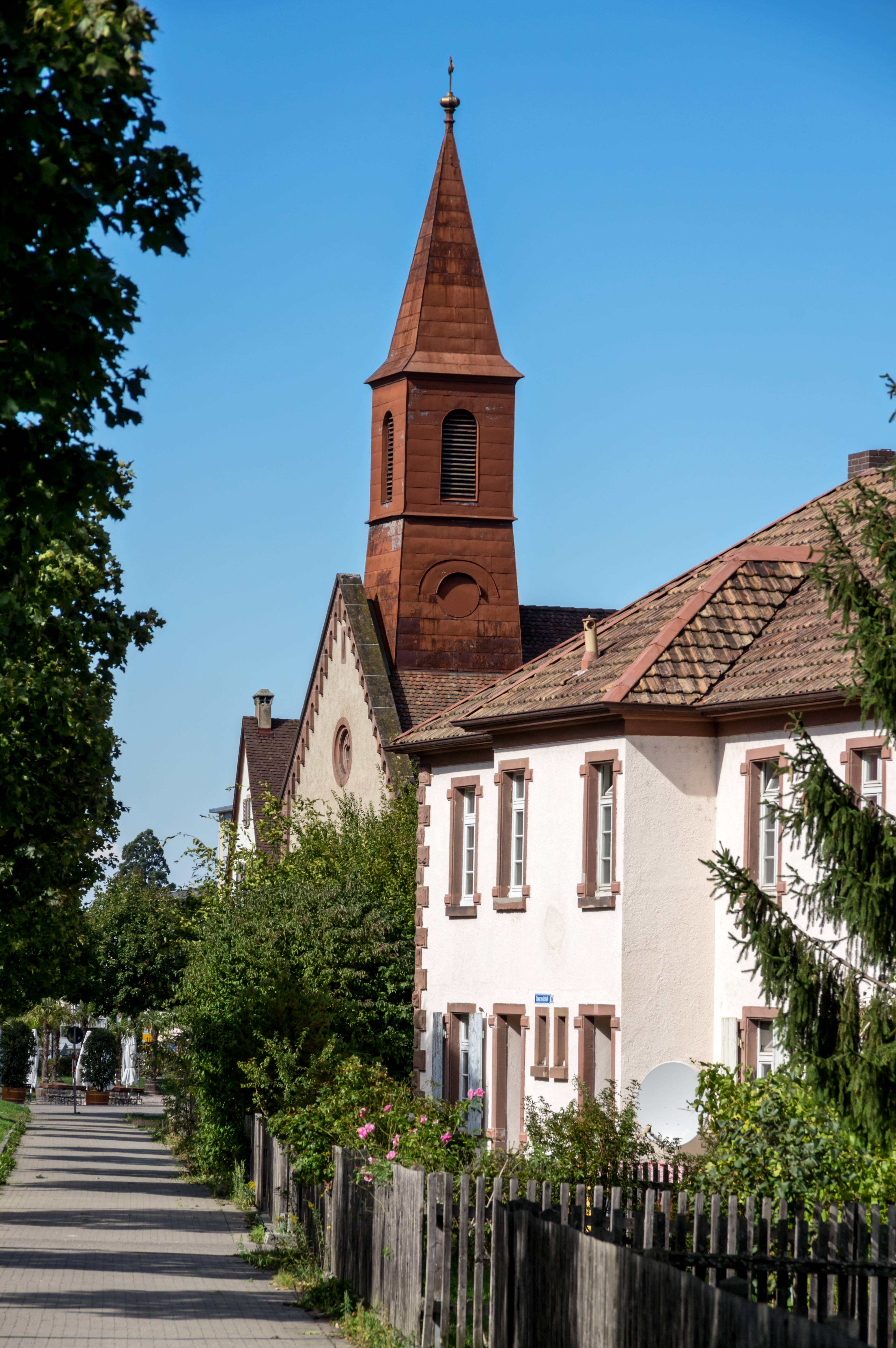
Gebäude der Siedlung vor der Kirche Maria Schutz

Knopfhäusle, auch Knopfhäusle-Siedlung genannt, ist der Name einer Arbeitersiedlung, die in der zweiten Hälfte des 19. Jahrhunderts im Osten des Stadtteils Wiehre, dem Bezirk 421 Oberwiehre der Stadt Freiburg im Breisgau errichtet wurde.

## Geographie
Die Siedlung liegt zwischen der Schwarzwaldstraße und der Schützenallee, im Osten grenzt das Gelände an den alten Messplatz und im Westen befinden sich die Kirche Maria Schutz, die unter anderem wegen der Siedlung als Maria-Hilf-Kirche errichtet wurde, sowie eine Kfz-Werkstatt und Tankstelle.

## Geschichte
1837 kam der elsässische Fabrikant Jeremias Risler nach Freiburg, um hier ein Zweigwerk des in Cernay ansässigen väterlichen Betriebes zur Herstellung von Woll- und Baumwollkratzen zu errichten. 1846 gründete er dann gemeinsam mit einem französischen Partner eine Fabrik zur Produktion von Porzellanknöpfen in einem damaligen Gewerbegebiet im Osten der damaligen Bebauung der Wiehre und machte sich damit unabhängig vom väterlichen Unternehmen. Waren anfangs weniger als 100 Personen und etwa 200 Heimarbeiter beschäftigt, so arbeiteten in der Blütezeit um 1870 mehr als 700 Personen, darunter auch Kinder, unter teilweise gefährlichsten Bedingungen und etwa 2000 Heimarbeiter für den Unternehmer. Die benötigten Arbeitskräfte sollten unter anderem mit Wohnmöglichkeiten geworben werden. Hierfür entstand in den Jahren von 1869 bis 1886 eine Arbeitersiedlung mit über 100 Wohnungen etwa einen Kilometer östlich der Fabrik. In der Nähe der Fabrik stand die noch heute vorhandene, nun anderen Zwecken dienende Fabrikantenvilla.
Zwischen 1892 und 1898 wurden die Wohnungen an die städtische Wasserversorgung und Abwasserentsorgung angeschlossen. Nachdem Rislers Sohn 1910 im Raum Aachen eine ähnliche Fabrik gekauft hatte, wurde die Produktion nach und nach dorthin verlagert.
Im Laufe des 20. Jahrhunderts konnte die Stadt Freiburg nach und nach das gesamte Gelände erwerben. Ziel war gewesen, nach Abriss Gelände für eine Erweiterung der Messe oder für Wohnungsbau zu erhalten. Aber 1983 wurde das ganze Areal einschließlich der Freiflächen und Verkehrswege unter Denkmalschutz gestellt, da die Siedlung mit ihrer vollständig überlieferten Bebauung, den erhaltenen Grünflächen und dem Straßennetz, von großer historischer und städtebaulicher Bedeutung ist. Die ehemaligen Arbeiterhäuser einer Porzellanknopffabrik gelten als frühes Zeugnis der Industrialisierung und des sozialen Wohnungsbaus in Freiburg.
Die Verwaltung der Siedlung liegt bei der stadteigenen Stadtbau GmbH. Bautechnisch und energetisch bestand seit einiger Zeit erheblicher Sanierungsbedarf, so dass ein Sanierungskonzept beschlossen wurde, dessen Realisierung 2020 begann und 2026 abgeschlossen sein soll. Vom Förderprogramm für Städtebau sollen 4,5 Millionen Euro Zuschuss für das 10 Millionen-Projekt kommen.

## Beschreibung

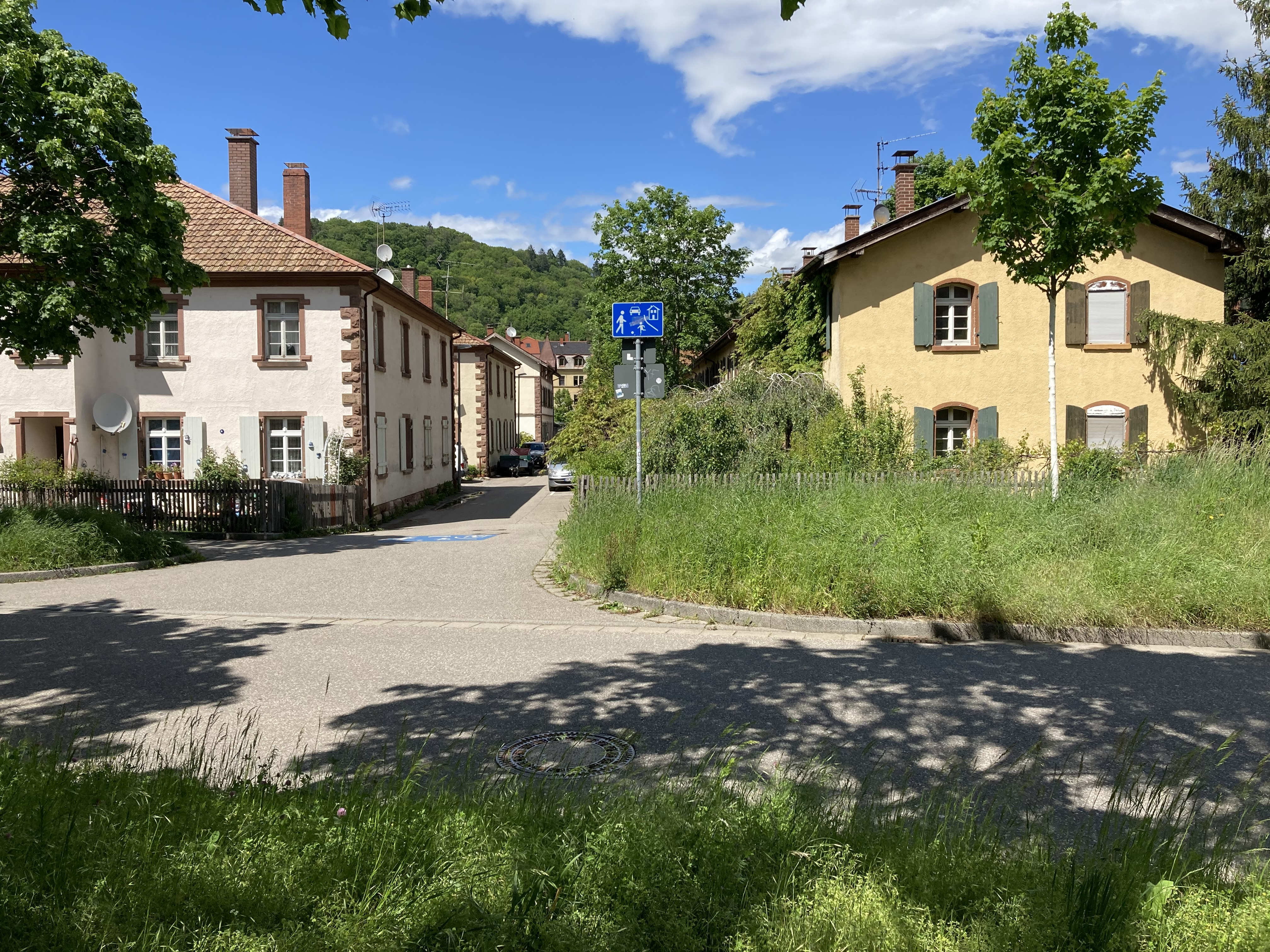
Knopfhäusle, zwei Haustypen

Die Siedlung besteht aus vier Reihenhauszeilen im Doppelzeilenbau, d. h. auf beiden Seiten der Zeile liegen jeweils kleine schlichte Wohnungen. Außerdem gibt es zwei Punkthäuser mit je einem kleinen Lichthof. Ferner gehört zu der Siedlung ein größeres Doppelhaus, das so genannte Hausmeisterhaus, mit Bade- und Wascheinrichtungen, eine „Mädchenanstalt“ für ledige junge Frauen, die in der Fabrik arbeiteten und eine ‚Kinderbewahranstalt‘, die es auch jungen Müttern ermöglichen sollte, in der Fabrik zu arbeiten. Alle Gebäude sind zweigeschossig. Vor den doppelläufigen Reihenhauszeilen gibt es jeweils kleine Vorgärten. In der Mitte des Geländes befindet sich eine Freifläche mit Spiel- und Trockenplatz.
Auf dem Gelände entstand 2010 auf einem Garagengrundstück ein Neubau, der neben einigen Wohnungen auch den Laden der „Freiburger Tafel“ enthält.